# Bis(diphenylphosphino)methan
Bis(diphenylphosphino)methan ist eine organische Verbindung aus der Gruppe der Phosphane. Sie wird als Ligand für katalytisch aktive Komplexe eingesetzt.

## Darstellung
Dppm kann durch die Reaktion von Diphenylphosphan mit Dichlormethan in Gegenwart einer Base erhalten werden. Als Base dient hierbei eine Lösung aus Kaliumhydroxid und Kaliumcarbonat.
Alternativ kann dppm durch die Reaktion des weniger reaktiven Triphenylphosphan mit Lithium und Dichlormethan dargestellt werden.
Eine weitere Möglichkeit ist die Reaktion von Chlordiphenylphosphan mit metallischem Lithium und Dichlormethan.

## Verwendung
Dppm ist ein gängiger Phosphanligand in der homogenen Übergangsmetallkatalyse. Er fungiert in der Regel als zweizähniger Chelatligand, wobei er über seine beiden Phosphoratome am Zentralatom koordiniert.